# Okamejei boesemani
Okamejei boesemani (лат.) — вид хрящевых рыб семейства ромбовых скатов отряда скатообразных. Обитают в тропических  водах центрально-западной части Тихого океана. Встречаются на глубине до 90 м. Их крупные, уплощённые грудные плавники образуют диск в виде ромба. Максимальная зарегистрированная длина 55 см. Откладывают яйца. Не являются объектом целевого промысла.

## Таксономия
Впервые вид был научно описан в 1987 году как Raja boesemani. Вид назван в честь ихтиолога из Лейденского университета Маринуса Бозмана (1916—2016).  Голотип представляет собой половозрелого самца длиной 46,8 см, пойманного в Восточно-Китайском море (32°15′ с. ш. 125°05′ в. д.). Паратипы: половозрелые самки длиной 42,2—50,5 см, взрослые самцы длиной 32,6—44,2 см и неполовозрелые самцы длиной 17—25,7 см и самки длиной 19,1—29,5 см, пойманные в Южно-Китайском море на глубине 18—61 м; взрослые самцы длиной 30,6—35,4 см, неполовозрелые самцы длиной 19,2—22 см и неполовозрелая самка длиной 19,3 см, пойманные у берегов Кучинга на глубине 64—86 м.

## Ареал
Эти демерсальные скаты обитают в Восточно-Китайском и Южно-Китайском море от Шанхая, Китай, до Кучинга, Саравак. Встречаются в сублиторальной зоне на глубине 70—90 м.

## Описание
Широкие и плоские грудные плавники этих скатов образуют диск в виде ромба. На вентральной стороне диска расположены 5 жаберных щелей, ноздри и рот. На тонком хвосте имеются латеральные складки. У этих скатов 2 редуцированных спинных плавника и редуцированный хвостовой плавник. Максимальная зарегистрированная длина — 55 см.

## Биология
Эти скаты откладывают яйца, заключённые в жёсткую роговую капсулу с выступами на концах. Длина капсулы 6,1 см, а ширина 3,7 см. Эмбрионы питаются исключительно желтком. Молодые скаты имеют тенденцию следовать за крупными объектами, напоминающими их мать.

## Взаимодействие с человеком
Эти скаты не являются объектом целевого промысла. Попадаются в качестве прилова. Мясо используют в пищу. Международный союз охраны природы ещё не оценил охранный статус вида.